# Робертс (округ, Південна Дакота)
Шаблон:StateAbbr_ 45°37′ пн. ш. 96°57′ зх. д. / 45.62° пн. ш. 96.95° зх. д.
Округ  Робертс (англ. Roberts County) — округ (графство) у штаті  Південна Дакота, США. Ідентифікатор округу 46109.

## Історія
Округ утворений 1883 року.

## Демографія
За даними перепису 2000 року загальне населення округу становило 10016 осіб, усе сільське. Серед мешканців округу чоловіків було 4979, а жінок — 5037. В окрузі було 3683 домогосподарства, 2619 родин, які мешкали в 4734 будинках. Середній розмір родини становив 3,22.
Віковий розподіл населення поданий у таблиці:
| Стать    | До 15 років | 15-21 | 22-29 | 30-39 | 40-49 | 50-65 | 65-85 | Понад 85 |
| -------- | ----------- | ----- | ----- | ----- | ----- | ----- | ----- | -------- |
| Чоловіки | 1213        | 532   | 378   | 613   | 725   | 781   | 640   | 97       |
| Жінки    | 1209        | 513   | 352   | 566   | 677   | 753   | 782   | 185      |

## Суміжні округи
- Ричленд, Північна Дакота — північ
- Траверс, Міннесота — північний схід
- Біг-Стоун, Міннесота — південний схід
- Ґрант — південь
- Дей — південний захід
- Маршалл — захід

## Виноски
1. ↑  US Decennial Census. US Census Bureau. Процитовано 28 березня 2015.
2. ↑  Historical Census Browser. University of Virginia Library. Архів оригіналу за 11 серпня 2012. Процитовано 28 березня 2015.
3. ↑  Forstall, Richard L., ред. (27 березня 1995). Population of Counties by Decennial Census: 1900 to 1990. US Census Bureau. Процитовано 28 березня 2015.
4. ↑  Census 2000 PHC-T-4. Ranking Tables for Counties: 1990 and 2000 (PDF). US Census Bureau. 2 квітня 2001. Процитовано 28 березня 2015.
5. ↑  State & County QuickFacts. Бюро перепису населення США. Архів оригіналу за 7 червня 2011. Процитовано 28 листопада 2013.(англ.) Наведено за англійською вікіпедією.
6. ↑  American FactFinder. Бюро перепису населення США. Архів оригіналу за 26 лютого 2012. Процитовано 31 січня 2008.

| США | Це незавершена стаття з географії США. Ви можете допомогти проєкту, виправивши або дописавши її. |